# Batalla de Ponza (1300)
La batalla de Ponza fue un enfrentamiento naval acaecido el 14 de junio de 1300 cerca de las islas de Ponza y Zannone, en el golfo de Gaeta (zona de Nápoles), cuando una flota de galeras comandado por Roger de Lauria venció a una flota Siciliana comandada por el Conrado de Oria.

## La Batalla
La flota de 40 galeras de Roger de Lauria estaban en Nápoles antes  de la llegada de la flota siciliana. Entonces Conrado de Oria le desafió a salir y combatir. Lauria rechazó la oferta por falta de confianza en sus fuerzas, y de de Oria arrasó varias islas cercanas. Esta demora permitió que llegasen 12 galeras de Apulia desde el Sur y 7 galeras genovesas que se unieron a la flota de Lauria, haciendo un total de 59 galeras. Roger de Lauria contando con estos refuerzos salió a la búsqueda de Conrado de Oria, al que encontró cerca de la isla de Zannone, en el oeste.
Después de que de Oria rechazase huir ante la flota de Lauria, intentó realizar un ataque rápido al buque insignia de Lauria y contra las mejores naves de la flota. Conrado de Oria puso su propia nave rondando cerca de la de Lauria, pero no pudo abordarla. Una nave siciliana huyó tras capturar a una napolitana, pero fue perseguida por 6 naves de Lauria. 5 naves genovesas fueron bloqueadas, y entre 18 y 29 naves (probablemente 28) sicilianas fueron capturadas, de Oria fue el último en rendirse, cuando Roger de Lauria amenazó con quemar su nave.

## Orden de Batalla

### Nápoles (Lauria)
- 40 galeras de Lauria.
- 12 galeras de Apulia.
- 7 galeras de Génova.

### Sicilia (de Oria)
- 32 galeras, 26-28 de ellas capturadas.